# Vârful Negoiu, Munții Făgăraș

Negoiu 3D.

Vârful Negoiu este un vârf montan situat în Masivul Făgăraș, județul Sibiu. Cu o altitudine de 2.535 metri, Negoiu este al doilea ca înălțime în România, fiind devansat doar de Vârful Moldoveanu, altitudine 2.544 de metri. Până în perioada interbelică era considerat cel mai înalt vârf din Carpați, exceptând Masivul Tatra. Este cunoscut drept fiind polul instabilității atmosferice din România.  Situare pe glob Latitudine nordică: 45º35´7¨N, Longitudine estică: 24º33´30¨E. 

## Etimologie
„Originea etimologică a numelui de Nehoias se reduce la una din cele mai vechi, mai numeroase și mai distinse familii din plaiul Buzăului, Neg sau Negul, de unde formele derivate de Negoiu, Negoias, Negoiță, Negosina, etc.”

## Galerie foto

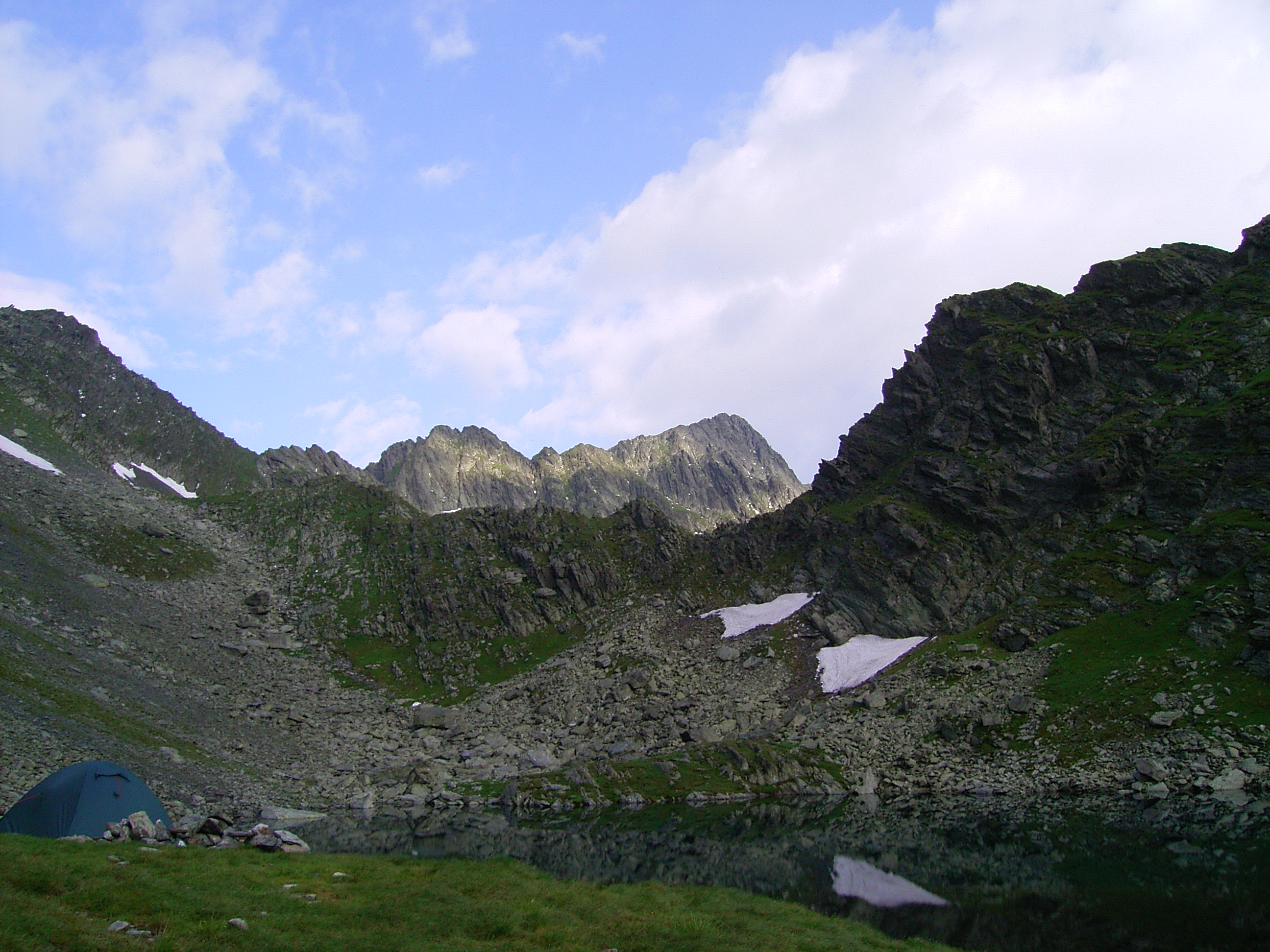
Vârful Negoiu (plan secund - centru)